# Ratanpur
Ratanpur é uma cidade e uma nagar panchayat no distrito de Bilaspur, no estado indiano de Chhattisgarh.

## Geografia
Ratanpur está localizada a 22° 18′ N, 82° 10′ L. Tem uma altitude média de 306 metros (1003 pés).

## Demografia
Segundo o censo de 2001, Ratanpur tinha uma população de 19 838 habitantes. Os indivíduos do sexo masculino constituem 51% da população e os do sexo feminino 49%. Ratanpur tem uma taxa de literacia de 59%, inferior à média nacional de 59,5%: a literacia no sexo masculino é de 70% e no sexo feminino é de 47%. Em Ratanpur, 17% da população está abaixo dos 6 anos de idade.